# Edward Coote Pinkney

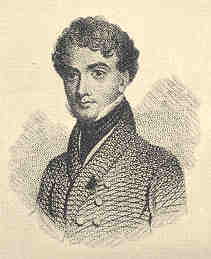
Edward Coote Pinkney

Edward Coote Pinkney (Londra, 1º ottobre 1802 – Baltimora, 11 aprile 1828) è stato un poeta, giornalista e marinaio statunitense.

## Biografia
Figlio di William Pinkney, ambasciatore degli Stati Uniti a Londra, e della sorella del Commodore John Rodgers, Edward Coote Pinkney trascorse i suoi primi anni in Inghilterra, fu poi mandato al Mary's College di Baltimora. Si arruolò a 14 anni nella Marina degli Stati Uniti, compì crociere nel Mar Mediterraneo, si fermò anche in Italia e nel 1822 fu impiegato in operazioni contro i pirati delle Indie Occidentali. Nel 1824 lasciò la Marina statunitense e intraprese la carriera di avvocato, ma con scarso entusiasmo. Divenne professore aggiunto di retorica, nella Università dove si era formato. Meditava di raggiungere l'esercito messicano, ma non compì questo passo.
Si fece invece notare come poeta e come paroliere. Si ispirava alla tradizione della poesia inglese, in particolare a George Gordon Byron. Nel 1823 diede alle stampe Rodolfo, un frammento e nel 1825 Poems. Rodolfo sembra abbia dato ispirazione ad Edgar Allan Poe per Al AAraaf. Fu nominato direttore del giornale Marylander, nel 1827. Le sue poesie più note sono A Health e Serenata.
Morì giovanissimo a Baltimora, nel Maryland.

### Sue poesie messe in musica
- (EN) J. Lewis Browne, A serenade / Edward Coate Pinkney, Cincinnati, The John Church Company, 1902, SBN RMR0287705. Partitura.
- (EN) Coro Chanticleer, Love Songs. Look Out Upon The Stars, My Love / Edward Coate Pinkney, in Colors Of Love - New Choral Music by Tavener, Thomas, and Others, Warner Music Group, 2013, SBN DDS1757559. Compact disc. Suono stereofonico. Registrazione digitale.